# Mathias Schamp
Mathias Schamp (Zottegem, 18 juni 1988) is een Belgisch voetballer. De vleugelspeler staat onder contract bij SK Deinze. Hij brak door bij KSV Oudenaarde waar hij al snel de publiekslieveling werd. In het seizoen 2012/13 versierde hij een droomtransfer naarHeracles Almelo. Daar kreeg hij aanvankelijk enkele speelminuten. Zo verscheen hij aan de aftrap in de uitwedstrijd op Heerenveen waar Heracles met 0-1 won. Nadat trainer Peter Bosz vertrok naar Vitesse kreeg Schamp nauwelijks nog speelgelegenheid in Almelo en keerde hij terug naar KSV Oudenaarde. Na 1 seizoen vertrok hij bij geel-zwart en trok hij naar reeksgenoot SK Deinze waar Schamp in het seizoen 2014-2015 uitgroeide tot absolute sterkhouder met meer dan 20 assists en 8 doelpunten.